# Сієра Браво
Сієра Квін Браво ([siˈɛərə]; нар. 18 березня 1997) — американська акторка. Почала свою кар'єру ще в дитинстві, знявшись у серіалі Nickelodeon Вперед - до успіху та серіалі Fox Червоні браслети. Також знімалася в телевізійних фільмах Nickelodeon Налякані та Шахрайство (обидва — 2013).
Браво озвучує Гізеліту в Сезоні полювання 3, Петті у Щастя — це тепла ковдра, Чарлі Браун та Сару в Спеціальному агенті Осо .

## Ранній життєпис
Сієра Браво народився 1997 року та виросла в Александрії, штат Кентуккі (США) і відвідувала денну школу Summit Country у Цинциннаті, штат Огайо .

## Кар'єра
Кар'єра Браво почалася у 9-річному віці після відвідування Виставки моделей і талантів, представленої Майком Біті в Далласі, штат Техас . Її відкрили Браян Ледер і Фредерік Леві з менеджменту 101. Дівчину відразу запросили до кількох озвучень для Playhouse Disney та Чи можете ви навчити мене манерам алігатора? , а також до маленьких ролях у відеокліпі Віллоу Сміт «Knees and Elbows» та кількох рекламних роликів.
Протягом 2008 року вона продовжувала проходити прослуховування та знялася в кількох місцевих рекламних роликах для Ньюпортського акваріума, а також мала невелику роль дівчинки італійки в популярному фільмі "Ангели та демони ".
Браво знялася у двох короткометражних фільмах: «Загублена вівця» (або "Кафетерій ") та «Вимитий»; і в телесеріалі Nickelodeon, Біг Тайм Раш і телесеріалі Fox Товариство «Червона банда». Браво також озвучує акторок, зокрема, Гізеліту у франшизі «Open Season». Вона також озвучувала фільми «Щастя — це тепла ковдра», «Чарлі Браун», «Спеціальний агент Осо» та «Пінгвіни Мадагаскару» .
Браво також знялася у фільмі 2017 року «До кісток», який привертає увагу до проблеми анорексії .

## Фільмографія

### Фільми
| Рік  | Назва                        | Роль                 | Примітки         |
| ---- | ---------------------------- | -------------------- | ---------------- |
| 2009 | Ангели і демони              | Італійка             | Не зазначена     |
| 2009 | Кафетерій                    | Кароліна             | короткометражний |
| 2009 | Вимиті                       | Сара                 | короткометражний |
| 2010 | Сезон полювання 3            | Гізеліта             | Голос            |
| 2013 | Шахрайство                   | Меліса Бінг          |                  |
| 2013 | Налякані                     | Мег Мерфі            |                  |
| 2016 | Сусіди 2                     | Sorority Girl        |                  |
| 2017 | До кісток                    | Трейсі               |                  |
| 2017 | Дитина Домініка              | Шарліз               | короткометражний |
| 2018 | Довга тупа дорога            | Ешлі                 |                  |
| 2019 | Остання дівчина повертається | Мевіс                | короткометражний |
| 2021 | Загублене серце              | Емілі                |                  |
| 2021 | узбережжя                    | Кессі                |                  |
| 2021 | Дрібний ремонт двигуна       | Кристал Романовський |                  |

### Телесеріали
| Рік            | Назва                                        | Роль                  | Примітки                                         |
| -------------- | -------------------------------------------- | --------------------- | ------------------------------------------------ |
| 2008           | Чи можете ви навчити мене манерам алігатора? | Додаткові голоси      | 2 епізоди                                        |
| 2009           | Спеціальний агент Осо                        | Сара                  | Озвучка, епізод: «Діаманти для повітряних зміїв» |
| 2009–2013      | Баг Тайм Раш'                                | Кеті Найт             | Головний акторський склад; 72 епізоди            |
| 2011           | Щастя — це тепла ковдра, Чарлі Браун         | Патті                 | Озвучка, ТБ спец                                 |
| 2011           | Різдвяне диво мого собаки                    | Хізер                 | ТБ спец                                          |
| 2011           | Льодовиковий період: Різдво мамонтів         | Персик                | Голос, ТБ коротко                                |
| 2012           | Kinect Star Wars: Girly Vader                | Дівчата Вейдер        | Телевізійний фільм                               |
| 2012           | Пінгвіни Мадагаскару                         | Мисливець             | Озвучка, епізод: «Операція: Антарктида»          |
| 2012           | Біг Тайм Раш: фільм                          | Кеті Найт             | Телевізійний фільм                               |
| 2013           | Супа ніндзя                                  | Кайлі                 | Епізод: «Cheer Fever»                            |
| 2013           | Шахрайство                                   | Меліса Бінг           | Телевізійний фільм                               |
| 2013           | The Haunted Hathaways                        | Блер                  | Епізод: «Човен із привидами»                     |
| 2013           | Налякані                                     | Мег                   | Телевізійний фільм                               |
| 2014–2015 роки | Товариство «Червона банда».                  | Емма Чота             | Головний акторський склад; 13 серій              |
| 2016           | Другий шанс                                  | Грейсі Прітчард       | Головний акторський склад; 11 серій              |
| 2016           | NCIS                                         | Аманда Кемпбелл       | Епізод: «Rogue»                                  |
| 2017           | Агенти ЩИТ                                   | Еббі                  | Епізод: «Прожите життя»                          |
| 2019           | Вейн                                         | Даліла «Дель» Лучетті | Головний акторський склад; 10 серій              |
| 2019           | В темряві                                    | Лейсі                 | Епізод: " Чистий "                               |
| 2020           | Вчитель                                      | Мері Сміт             | 3 епізоди                                        |
| 2023           | Найнебезпечніша гра                          | Тіна                  | 5 серій                                          |